# Lenzburg (district)
Lenzburg is een district van het kanton Aargau. De hoofdplaats is Lenzburg. Het district omvat 20 gemeenten, heeft een oppervlakte van 102,75 km² en heeft 48.601 inwoners (eind 2005).
Het district omvat de volgende gemeenten:
| Wapen            | Naam             | Inwoners (31 Dec. 2005) | Oppervlakte (km²) |
| ---------------- | ---------------- | ----------------------- | ----------------- |
| Ammerswil        | Ammerswil        | 642                     | 3.19              |
| Boniswil         | Boniswil         | 1418                    | 2,78              |
| Brunegg          | Brunegg          | 449                     | 1,56              |
| Dintikon         | Dintikon         | 1404                    | 3,73              |
| Egliswil         | Egliswil         | 1340                    | 6,29              |
| Fahrwangen       | Fahrwangen       | 1692                    | 5,00              |
| Hallwil          | Hallwil          | 718                     | 2,18              |
| Hendschiken      | Hendschiken      | 905                     | 3,52              |
| Holderbank       | Holderbank       | 842                     | 2,32              |
| Hunzenschwil     | Hunzenschwil     | 2754                    | 3,27              |
| Lenzburg         | Lenzburg         | 7554                    | 11,33             |
| Meisterschwanden | Meisterschwanden | 2364                    | 6,86              |
| Möriken-Wildegg  | Möriken-Wildegg  | 3754                    | 6,62              |
| Niederlenz       | Niederlenz       | 4011                    | 3,26              |
| Othmarsingen     | Othmarsingen     | 2209                    | 4,71              |
| Rupperswil       | Rupperswil       | 3986                    | 6,22              |
| Schafisheim      | Schafisheim      | 2675                    | 6,33              |
| Seengen          | Seengen          | 3009                    | 10,35             |
| Seon             | Seon             | 4558                    | 9,61              |
| Staufen          | Staufen          | 2317                    | 3,58              |
|                  | Totaal (20)      | 48.601                  | 102,71            |

Aarau · Baden · Bremgarten · Brugg · Kulm · Laufenburg · Lenzburg · Muri · Rheinfelden · Zofingen · Zurzach